# Van Batenburg

Familiewapen van Van Batenburg

Van Batenburg (ook:Van Imbyze van Batenburg) is een uit Batenburg afkomstig geslacht waarvan een lid in 1820 in de Nederlandse adel werd opgenomen.

## Geschiedenis
De stamreeks begint met Derick N.N. die in 1709 postuum vermeld wordt in een kerkrekening van Batenburg. Zijn kleinzoon noemde zich (van) Batenburg. Een kleinzoon van die laatste werd bij Koninklijk Besluit van 2 september 1820 verheven in de Nederlandse adel.

## Enkele telgen
Jan Willemsz van Batenburg (Johan Batenburg (†1720), sergeant, vaandrig, luitenant en kapitein
- Pascasius Diderik van Imbyze van Batenburg (1708-[1782]), officier in Statendienst, laatstelijk kapitein, grootmajoor van Oudewater
  - Jhr. Jan Willem van Imbyze van Batenburg (1756-1837), grootmajoor van Oudewater, generaal-majoor titulair